# Нафанаил (Троицкий)
Митрополит Нафанаил (в миру Николай Захарьевич Троицкий; 30 октября [11 ноября] 1864, Область Войска Донского — 7 апреля 1933, село Федосьино, Кунцевский район, Московская область) — епископ Православной российской церкви, митрополит Харьковский и Ахтырский.

## Биография
Родился 30 октября (11 ноября) 1864 года в станице Кобылянская Второго Донского округа Области Войска Донского (ныне станица Суворовская Волгоградской области) в семье священника.
В 1879 году окончил Новочеркасское духовное училище по первому разряду. В 1886 году окончил Донскую духовную семинарию и поступил в Киевскую духовную академию. В 1887 году уволен из академии, согласно прошению.
17 апреля 1888 году рукоположён во священника к Покровскому храму слободы Анастасьевки Таганрогского округа области Войска Донского. Здесь же состоял заведующим и законоучителем Марфинской церковно-приходской школы и женской школы грамоты.
В 1893 году овдовел и поступил в Казанскую духовную академию.
16 ноября 1896 года пострижен в монашество ректором академии архимандритом Антонием (Храповицким).
В 1897 году окончил академию со степенью кандидата богословия и назначен преподавателем Таврической духовной семинарии. В этом же году возведён в сан архимандрита и определён ректором Олонецкой духовной семинарии.
В 1898 году — председатель Олонецкого епархиального училищного совета.

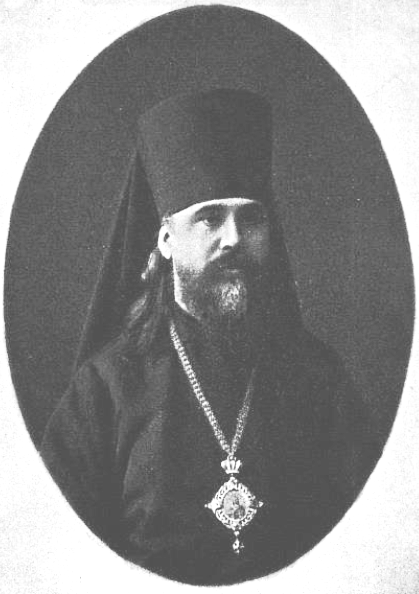
Епископ Уфимский и Мензелинский Нафанаил (1908 год)

15 февраля 1902 года назначен ректором Тамбовской духовной семинарии, членом Тамбовской ученой архивной комиссии и Миссионерского братства.
30 января 1904 года император утвердил доклад Святейшего Синода о бытии ректору Тамбовской духовной семинарии архимандриту Нафанаилу епископом Козловским, викарием тамбовской епархии.
29 февраля 1904 года в Свято-Троицком соборе Александро-Невской лавры рукоположён во епископа Козловского, викария Тамбовской епархии. Хиротонию совершили: митрополит Санкт-Петербургский и Ладожский Антоний (Вадковский), митрополит Московский и Коломенский Владимир (Богоявленский), митрополит Киевский и Галицкий Флавиан (Городецкий), архиепископ Финляндский и Выборгский Николай (Налимов), архиепископ Казанский и Свияжский Димитрий (Ковальницкий), епископ Тульский и Белёвский Питирим (Окнов), епископ Полтавский и Переяславский Иоанн (Смирнов), епископ Тамбовский и Шацкий Иннокентий (Беляев) и епископ Киренский Владимир (Филантропов).
31 октября 1908 года назначен епископом Уфимским и Мензелинским и председателем Уфимского отдела Императорского православного палестинского общества.
17 апреля 1912 года назначен епископом Архангельским и Холмогорским и председателем Архангельского отдела Императорского православного палестинского общества.
В сентябре 1916 года ездил в город Романов-на-Мурмане, где 21 сентября заложил Никольский храм (этот день считается датой основания Мурманска).
Член Поместного Собора Православной российской церкви 1917—1918 годов, участвовал во всех трёх сессиях, член III, XIII, XV Отделов.
В годы гражданской войны и интервенции не возвращался в Архангельск, поручив временное управление епархией викарному епископу Пинежскому Павлу.
7 апреля 1919 года был возведён в сан архиепископа.
9 января 1920 года назначен временным управляющим Харьковской епархией, в 1921 году назначен архиепископом Харьковским и Ахтырским.
Не признал организованного властями в мае 1922 году обновленческого раскола. В августе того же года был арестован. В октябре 1922 года выслан из Харькова в село Большие Котлы Московской губернии.
В 1924 году возведён в сан митрополита. 21 мая 1924 года включён в состав Священного Синода при святейшем Патриархе Тихоне.
В 1924 году арестован и приговорён к 3 годам лишения свободы.
С 1927 года временно управлял Воронежской епархией. В этом же году уволен на покой.
Скончался 7 апреля 1933 года в селе Федосьино Кунцевского района Московской области. Согласно его завещанию, был отпет как мирянин и погребён на кладбище станции Перхушково. Спустя 30 с лишним лет стараниями священника Сергия Орлова гроб с телом владыки был перенесён на церковное кладбище в Акулово. При перезахоронении оказалось, что тело митрополита Нафанаила нетленно.